# Alexander Treadwell
Alexander F. „Sandy“ Treadwell (* 25. März 1946 in London, Großbritannien) ist ein US-amerikanischer Politiker (Republikanische Partei). Er war von 1995 bis 2001 Secretary of State von New York.

## Familie, Ausbildung und Journalismus
Alexander F. Treadwell wurde 1946 in London geboren. Sein Vater war Brigadier in der British Army und seine Mutter, Susan Ord Treadwell, eine Freiwillige beim Roten Kreuz, welche zum Beginn des Zweiten Weltkrieges von Albany (New York) nach England gekommen war. Ihr Vater war ein Gründungsmitglied von General Electric. Die Familie zog nach der Geburt von Alexander nach Albany. Sein Vater gab sein Offizierspatent zurück und nahm eine Stellung bei der English-Speaking Union (ESU) in New York City an. Alexander wuchs in New York City und auf dem Familienanwesen in Westport (New York) beim Lake Champlain auf. Er besuchte die Groton School und anschließend das College der University of North Carolina at Chapel Hill, wo er mit dem Bachelorgrad abschloss. Mangels eines klaren Zieles kam er während seines Studiums zum Schreiben über Sport für die Schülerzeitung (

„I quickly realized this is what I wanted to do“

). 

Nach seinem Abschluss nahm er eine Anstellung bei Sports Illustrated an, für die er die nächsten drei Jahre schrieb. Währenddessen traf er dort seine Ehefrau, Elizabeth Krautter, eine der ersten Frauen, die über Professional Football schrieb. Das Paar bekam zwei Kinder: Zachary und Caroline. 1972 verließ er das Magazin und wurde als Freischaffender tätig; das begründete er folgendermaßen: 

„I had this dream job, but I didn't want to spend my life interviewing 22-year-olds.“

In den späten 1970er Jahren arbeitete er vier Jahre lang bei Classic Sports Magazine. Danach versuchte er sein eigenes Magazin mit Ausrichtung auf das Filmgeschäft zu gründen. Das Vorhaben missglückte. Im Jahr 1980 beobachtete er zufällig im Central Park die Läufer des New-York-City-Marathon und entschied sich – trotz damaligen Konsums von zweieinhalb Packungen Zigaretten pro Tag – den Marathon im folgenden Jahr mitzulaufen; er begann am nächsten Tag dafür zu trainieren. In den nächsten Jahren lief er den New Yorker Marathon und den London-Marathon je zweimal sowie einmal den Moscow-Marathon. 1987 verfasste er einen Bildband über Marathonläufe rund um die Welt.

## Politische Laufbahn
Treadwell verfolgte auch eine politische Laufbahn im Essex County, das in den östlichen Adirondack Mountains lag und eine Bevölkerung von 38.000 Einwohnern aufwies. 1973 kandidierte er für einen Sitz in der New York State Assembly, erlitt aber eine klare Niederlage gegen den republikanischen Amtsinhaber Andrew W. Ryan junior bei der parteiinternen Vorwahl. Trotzdem setzte er seine politische Karriere fort; er wurde schnell Parteivorsitzender in der Town von Westport (1400 Einwohner). 1985 wurde er zum County Chairman gewählt. Treadwell traf den späteren Gouverneur von New York George Pataki zum ersten Mal im Jahr 1990, als dieser noch Abgeordneter von Peekskill in der New York State Assembly war. Sie bereisten den Bundesstaat als Mitglieder des republikanischen Platform Committee und hielten öffentliche Diskussionen ab. Über Pataki sagte Treadwell: 

„He was just amazingly inclusive when people would come up and give their points of view. I became a fan of his right away.“

Als Pataki 1994 seinen Wahlkampf für das Amt des Gouverneurs von New York begann, unterstützte ihn Treadwell als einer der ersten County Chairmen. Nach seiner Wahl ernannte er Treadwell zum Secretary of State New Yorks mit einem Jahresgehalt von 120.800 US-Dollar. Treadwell sagte danach: 

„[I still feel] so in sync with the governor on his philosophy.“

 Tatsächlich waren viele in der Republikanischen Partei der Auffassung, dass dessen Wahl zum Parteivorsitzenden nur den Willen des Gouverneurs die Partei zu kontrollieren signalisierte. Treadwell war davor von 1989 bis 1994 stellvertretender Parteivorsitzender gewesen.
Treadwell trat bei der Wahl zum Repräsentantenhaus der Vereinigten Staaten 2008 gegen die Demokratin Kirsten Gillibrand an, die das Mandat in diesem traditionell republikanischen Wahlkreis erst 2006 gewonnen hatte. Der Wahlkampf zwischen beiden war der zweitteuerste dieser Kongresswahl, und Treadwell gab erheblich mehr aus als Gillibrand. Sie setzte sich trotzdem mit 62 zu 38 Prozent der Stimmen durch.